# Nichtdirektive Erziehung
Die nichtdirektive Erziehung, seit spätestens 2001 auch nicht direktive Begleitung genannt, ist eine Erziehungsmethode, die ihre wichtigsten Grundlagen in der Entwicklungspsychologie Jean Piagets, den pädagogischen Erfahrungen von Maria Montessori und in modernen neurobiologischen Forschungen hat.
Als Versuch, zwischen der Antipädagogik und der konventionellen Pädagogik zu vermitteln, entwickelte Wolfgang Hinte das von Carl R. Rogers inspirierte Konzept einer non-direktiven Pädagogik, für das er später die weniger missverständliche Bezeichnung personenbezogene Pädagogik vorzog. Er verstand darunter „das konstante Bemühen, dem Lernpartner die Verantwortung und die (möglichst) volle Entscheidungsfreiheit zu belassen, wie, wo, mit wem, was und wodurch er lernen will“.
Rebeca Wild prägte den Begriff nichtdirektive Erziehung spätestens seit 1997, als sie darauf hinwies, dass die mit Kindern lebenden und arbeitenden Menschen nicht nur auf ihre Intuition vertrauen, sondern sich auch eine ständig wachsende Zahl von modernen neurologischen Forschungen zunutze machen sollten, die darauf hinweisen, dass die Nicht-Direktivität der Weg zu einer „authentischen menschlichen Entwicklung“ sei. Dabei bezog sie sich, angelehnt an die Pädagogik von Maria Montessori, auf die Arbeiten von Jean Piaget und die Erkenntnisse des Biologen Humberto Maturana. Rebeca Wild hatte den Begriff „nichtdirektiv“ von Virginia Mae Axline „Kinder-Spieltherapie im nicht-direktiven Verfahren“. Axline selbst war geprägt von dem personzentrierten Ansatz nach Carl Rogers und hatte diesen auf die Arbeit mit Kindern übertragen.
Wichtige Aspekte der pädagogischen Arbeit (Begleitung) sind, dass Kinder jeden Alters Tag für Tag Entscheidungen treffen dürfen, die ihren authentischen Bedürfnissen entsprechen – und nicht unbedingt den Vorstellungen oder Forderungen der Erwachsenen. Die vorbereitete Umgebung, für spontane Handlungen geeignet, ist nicht als „unbegrenzte Umgebung“ zu sehen. Jede Lebenssituation hat sowohl natürliche Grenzen wie auch Grenzen des Common Sense. Ohne sie gibt es weder gegenseitigen Respekt noch eine entspannte Umgebung, die beide für eine echte Entwicklung unerlässlich sind.